# Gosnold (Massachusetts)
Gosnold es un municipio situado en el condado de Dukes, Massachusetts, Estados Unidos. Tiene una población estimada, a mediados de 2023, de 67 habitantes.
Es el más pequeño de los 351 municipios de Massachusetts.
El territorio municipal está compuesto por las islas Elizabeth, ubicadas entre la bahía de Buzzards y el estrecho de Vineyard Sound, a unos 8 kilómetros al noroeste de Martha's Vineyard. Abarca un total de doce islas.
La sede municipal está en la localidad de Cuttyhunk, donde viven unas 20 personas. Allí tienen también sus residencias de verano varias familias y la zona recibe numerosos visitantes y turistas, atraídos por la tranquilidad del entorno. El resto de los habitantes reside en las islas Nashawena y Naushon.

## Geografía
Está ubicado en las coordenadas 41°26′35″N 70°51′46″O / 41.44306, -70.86278 (41.44311, -70.862707). Según la Oficina del Censo, tiene una superficie total de 363.04 km², de los cuales 34.15 km² corresponden a tierra firme y 328.89 km² están cubiertos de agua.

## Demografía
Según el censo de 2020, en ese momento había 70 personas residiendo en la zona. La densidad de población era de 2.0 hab./km². El 87.14% de los habitantes eran blancos, el 4.29% eran afroamericanos, el 1.43% era de otra raza y el 7.14% eran de una mezcla de razas. Del total de la población, el 4.29% eran hispanos o latinos de cualquier raza.